# Маунт Гамбир
Маунт Гамбир (енгл. Mount Gambier) је град Аустралији у савезној држави Јужна Аустралија. Према попису из 2006. у граду је живело 23.494 становника.

## Становништво
Према попису, у граду је 2006. живело 23.494 становника.
| 1991.  | 1996.  | 2001.  | 2006.  |
| ------ | ------ | ------ | ------ |
| 21,153 | 22,037 | 22,751 | 23,494 |